# 1958年レバノン大統領選挙
1958年レバノン大統領選挙（1958ねんレバノンだいとうりょうせんきょ、アラビア語: الانتخابات الرئاسية اللبنانية 1958）は、1958年7月31日にレバノンで行われた大統領選挙である。

## 概要
本項では、1958年に一連のレバノン紛争（1958 Lebanon crisis）を受け行われたレバノンの国民議会での大統領選出の間接選挙について概説する。レバノン議会は1958年7月31日、カミール・シャムーンの後任として、軍司令官フアード・シハーブを次期大統領に選出し、2回目の投票で48対7の賛成票を得て当選、レイモンド・エッデ（Raymond Eddé）を破った。

## 背景
レバノン第2代大統領カミール・シャムーンの任期は1958年9月24日に満了となることになっていた。シャムーンは、大統領選に再出馬することを表明したが、レバノン憲法でこれは認められていなかった。同じ頃、シャムーン政権に批判的だった『アル・テレグラフ（Al Telegraf）』編集長のナシブ・メトニ（Nasib Al Matni）が殺害されると、マロン派キリスト教徒（Lebanese Maronite Christiansも参照）とアラブ系イスラム教徒（Arab Muslims）の緊張が高まりを見せる。1958年5月10日には、武力反乱が始まり、アラブ連合共和国（UAR）がすぐにこの地域に干渉、その指導者であるガマール・アブドゥル＝ナーセルは公にアラブの団結を呼びかけた。レバノンを含む諸国は、宗派間の対立を激化させたナーセルの行動を非難し、レバノン政府は同年5月22日に国連安全保障理事会にUARの内政干渉を公式に提訴した。同年6月11日にはこれを受けて理事会で国際連合安全保障理事会決議の第128号が採択されることとなった。
決議では「レバノン国境を越えた人員の不法侵入や武器その他の物資の供給がないことを確認するため」レバノンにグループ（国際連合レバノン監視団）を派遣することを勧告した。ラッソ・ガロ・プラザ（Lasso Galo Plaza）、ラジェシュワール・ダヤル（Rajeshwar Dayal）、オッド・ブル（Odd Bull）による「3人組（Group of Three）」とダグ・ハマーショルド事務総長、休戦監視機構のメンバーがすぐにレバノンに派遣されたが、この監視団の派遣には効果がないと批判され、同年7月15日、米国第6艦隊の支援を受けたアメリカ海兵隊がレバノンに派遣された。その2日後、イギリス軍も当該地域に到着した。31日に行われた選挙までに、レバノンには1万人のアメリカ軍が駐留していた。

## 選挙結果

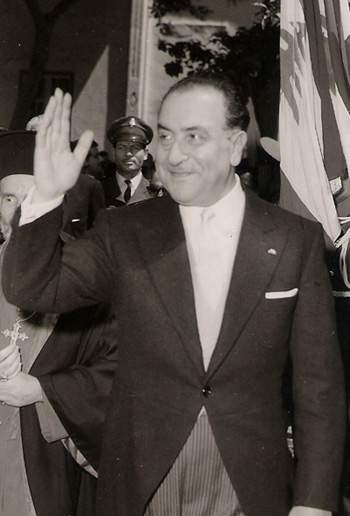
大統領に当選したシハーブ、1961年に撮影のもの。

レバノン大統領は、レバノン議会によって選出される。今回の選挙では、議会が西側諸国とシャムーン支持派、ナーセルとアラブ連合共和国支持派に分かれた。シハーブは折衷的な候補として見られていた。なんとなれば、「広く受け入れられる見込みのある候補は彼しかいないことが明らかになるまで、大統領職には興味を示さなかった」のである。このためシハーブは選挙の僅か3日前にあたる7月28日になってようやく指名を承諾した。
選挙は7月31日に行われ、国民議会の議員たちは、軍司令官フアード・シハーブとナショナル・ブロック代表レイモンド・エッデの二人の候補者の間で投票を行った。投票は午前11時34分に始まり3分の2の44票を獲得すれば当選となるところ、エディが10票、シハーブが43票を獲得した。2回目の投票では、多数代表制で決められたが、48対7（棄権1）でシハーブ氏が当選した。国会議員には66人の議員がいたが、レバノンの首相で、レバノンが平和になるまで選挙を行うべきではないと考えていたサーミー・アッ＝スルフ（Sami Solh）をはじめ、10人は投票に参加しなかった。
エッデは選挙結果の発表を受け、敗北を認めた。8月4日、シハーブはレバノンの統一と安定のために努める旨を発表し、その目的の第一は「外国軍の撤退」であると述べた。シハーブは任期6年で当選し、9月23日に就任した（在任： - 1964年9月22日）。首都のベイルートでは、午前10時58分のシハーブの宣誓を受け、多数の軍隊が巡回し、23日中はずっと封鎖状態になった。

### 候補者別得票結果
| 候補者             | 候補者             | 党派                 | 第1回投票 | 第1回投票 | 第2回投票 | 第2回投票 |
| 候補者             | 候補者             | 党派                 | 得票数    | 得票率    | 得票数    | 得票率    |
| ------------------ | ------------------ | -------------------- | --------- | --------- | --------- | --------- |
|                    | フアード・シハーブ | 無所属               | 43        | 81.13%    | 48        | 87.27%    |
|                    | レイモンド・エッデ | ナショナル・ブロック | 10        | 18.87%    | 7         | 12.73%    |
| 総計               | 総計               | 総計                 | 53        | 100.0%    | 55        | 100.0%    |
| 有効票数（有効率） | 有効票数（有効率） | 有効票数（有効率）   | 53        | 94.64%    | 55        | 98.21%    |
| 無効票数（無効率） | 無効票数（無効率） | 無効票数（無効率）   | 3         | 5.36%     | 1         | 1.79%     |
| 投票総数（投票率） | 投票総数（投票率） | 投票総数（投票率）   | 56        | 84.84%    | 56        | 84.84%    |
| 棄権者数（棄権率） | 棄権者数（棄権率） | 棄権者数（棄権率）   | 10        | 15.16%    | 10        | 15.16%    |
| 有権者数           | 有権者数           | 有権者数             | 66        | 100.0%    | 66        | 100.0%    |

## 選挙後
この後、国連安保理ではレバノン紛争に関する会合（第834回および第837回会合）が引き続きなされたものの、合意に至ることが出来ず、8月7日に史上3回目となる国際連合緊急特別総会の翌日からの開催を決定する安保理決議第129号が採択されている。